# Pismo Gupta

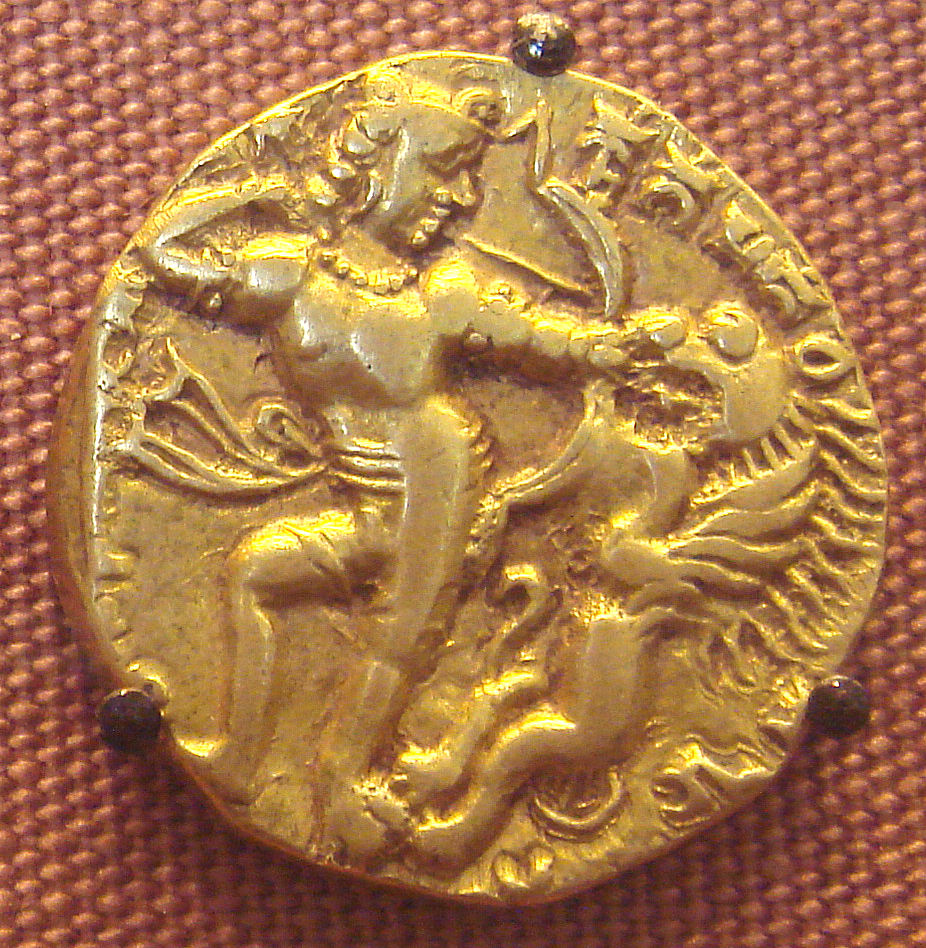
Moneta z czasów Kumaragupty

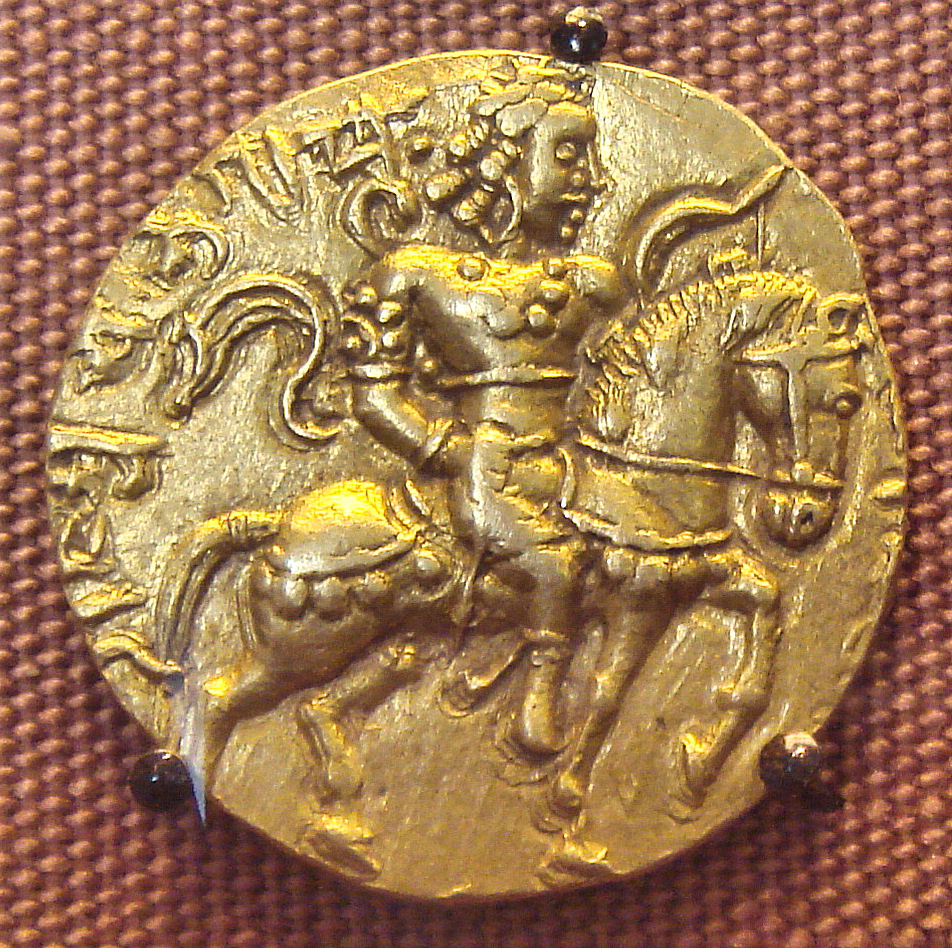
Czandragupta II

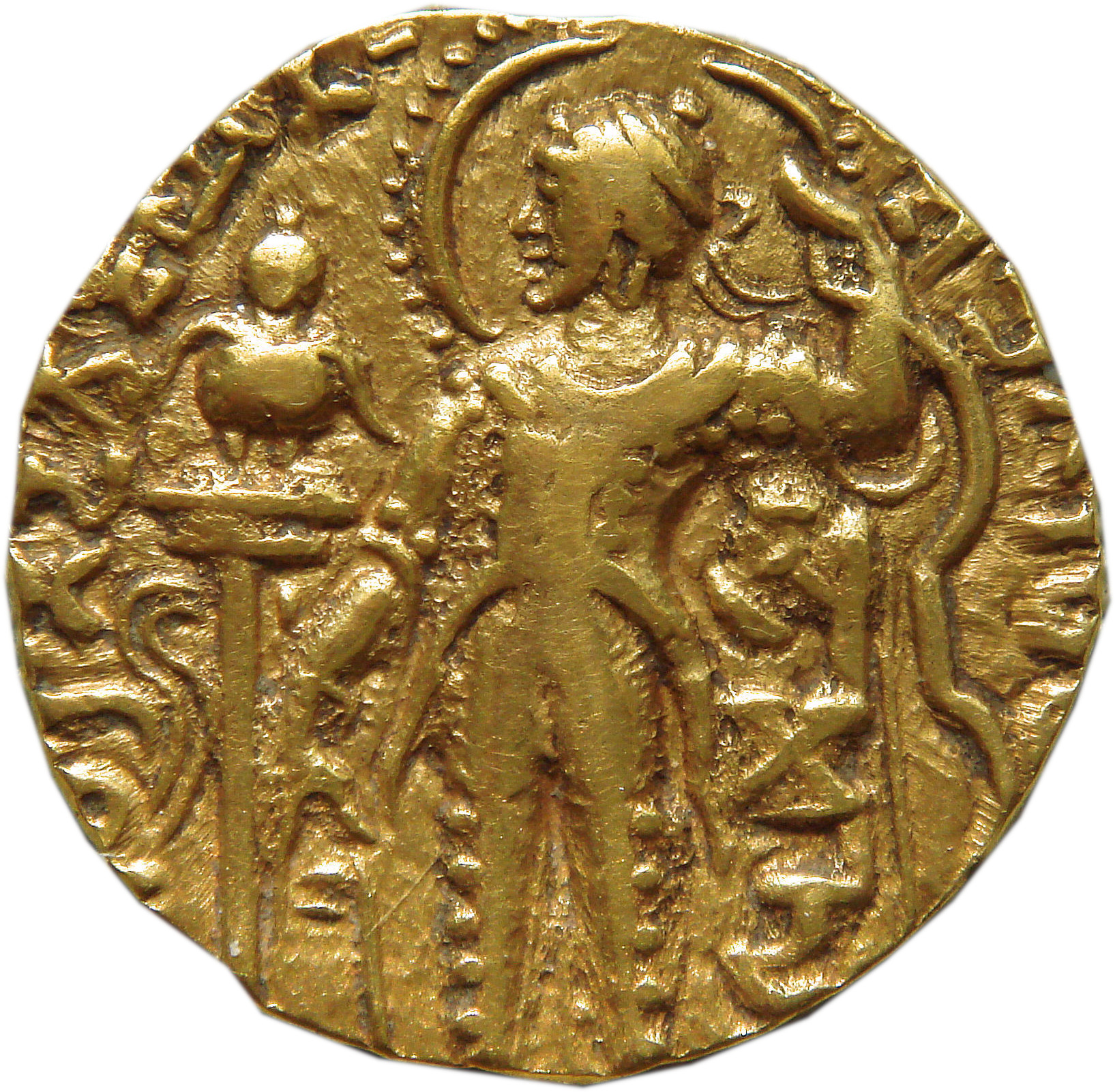
Moneta z czasów Samudragupty

Pismo Gupta – późna odmiana pisma brahmi, używana do zapisywania sanskrytu w okresie panowania w Indiach dynastii Guptów. Z pisma Gupta wywodzi się szereg późniejszych alfabetów północnoindyjskich oraz pismo tybetańskie. Stanowi ono ważne ogniwo pośrednie pomiędzy pismem brahmi znanym z inskrypcji cesarza Aśoki a współczesnymi indyjskimi systemami pisma. Poważne badania naukowe nad tym systemem pisma rozpoczęły się po odkryciu w roku 1946 skarbu w postaci 2000 złotych monet wybitych przez królów z dynastii Guptów.

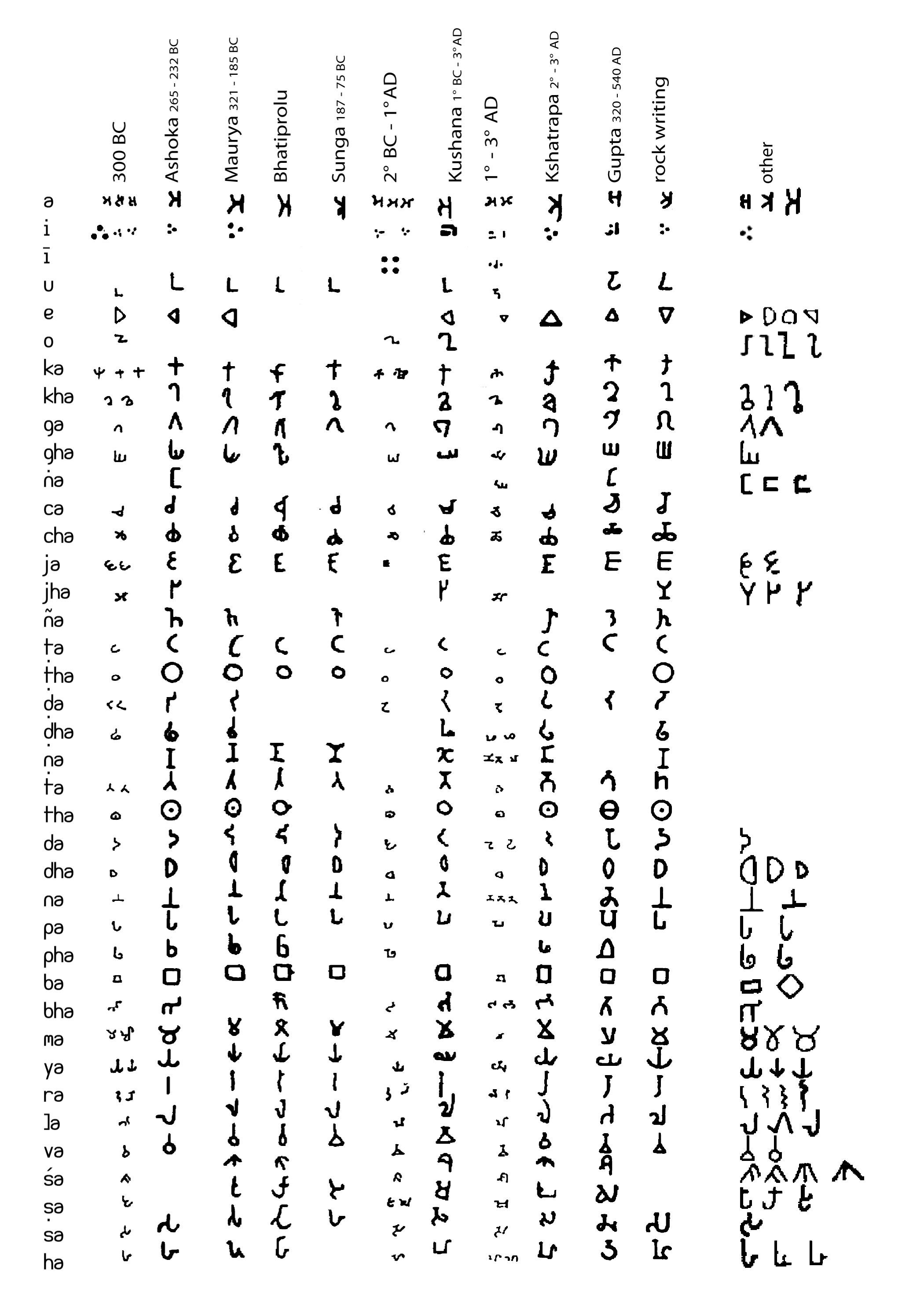
Pismo brahmi i pochodzące od niego alfabety indyjskie